# Jean-Louis-Thomas Heurtault de Lammerville
Pour les articles homonymes, voir Heurtault.
Jean-Louis-Thomas Heurtault de Lammerville (3 mars 1733 à Rouen - 3 mars 1794  à Paris) était un politicien français.

## Biographie
Il est le frère aîné de Jean-Marie Heurtault de Lammerville (1743-1810).
Après avoir servi dans les armées du roi sur terre et sur mer et après avoir obtenu la concession de terres agricoles dans l'Isle de France, l'actuelle île Maurice, il s'intéresse aux problèmes que connaît le royaume, en particulier dans le domaine des finances et propose ses solutions. C'est lui, et non son frère comme l'indique par erreur la Biographie universelle de Michaud, qui est l'auteur de l'ouvrage intitulé : De l'impôt territorial combiné avec l'administration de Sully et de Colbert, adaptés à la situation actuelle de la France, un volume de 216 pages avec tableaux, publié à Strasbourg en 1789.
Dans la tourmente de la Révolution, il demeure fidèle au roi. Compromis gravement à la suite de la découverte de l'armoire de fer et de ses relations avec le notaire parisien M°Brichard, il est arrêté à Rouen puis transféré à Paris, incarcéré à la Conciergerie puis à Prison de la Force. C'est là qu'il meurt, le 3 mars 1794, échappant au Tribunal révolutionnaire et à la guillotine.

## Publications
- De l'impôt territorial combiné avec l'administration de Sully et de Colbert, adaptés à la situation actuelle de la France, volume de 216 pages avec tableaux, publié à Strasbourg en 1789.